# Manuel Campos Sánchez
Manuel Campos Sánchez (Lorca, 2 de enero de 1958) es un fiscal y expolítico español, actualmente destinado en la Fiscalía del Tribunal Supremo.

## Trayectoria

### Carrera profesional
Licenciado y Doctor en Derecho por la Universidad de Murcia, siendo el título de la tesis Responsabilidad civil y aplicación del baremo de indemnizaciones. En 1983 ingresó por oposición en la Carrera Fiscal y es destinado como Abogado Fiscal a la Fiscalía de la Audiencia Provincial de Murcia, en virtud de Orden del Ministerio de Justicia, de 11 de enero de 1984, tomando posesión de su primer destino el 24 de enero de 1984.
Por Real Decreto 999/1989, de 28 de julio, ascendió a la categoría de Fiscal, siendo designado Fiscal Coordinador de la Fiscalía del Tribunal Superior de Justicia de la Región de Murcia, por Real Decreto 882/2001, de 7 de agosto, cargo que desempeñó hasta el 10 de abril de 2007. Anteriormente, y en virtud de Real Decreto 249/2003, de 28 de febrero, fue nombrado Magistrado, adjudicándosele el Juzgado de Primera Instancia e Instrucción número 2 de Cuenca (B.O.E. 24 de marzo de 2003 ).
Actualmente, se halla en activo desde el 26 de noviembre de 2014, con anterioridad permaneció en situación de Servicios Especiales conforme a lo dispuesto en la Orden del Ministerio de Justicia 2672/2011, de 27 de septiembre (B.O.E. 8 de octubre de 2011). Por Real Decreto 426/2017, de 28 de abril, se nombra Fiscal de la Fiscalía del Tribunal Supremo a don Manuel Campos Sánchez (B.O.E. 29 de abril de 2017.
Por Decreto del Fiscal General del Estado, de 7 de febrero de 2025, se nombra a D. Manuel Campos Sánchez, Responsable del Sistema Interno de Información del Ministerio Fiscal. Y el 3 de mayo, a propuesta de la Fiscalía General del Estado, es designado como Vocal Titular de la Comisión Nacional de Ayuda y Asistencia a las Víctimas de Delitos Violentos y Contra la Libertad Sexual, por Orden PJC/451/2025, de 3 de mayo (B.O.E. de 10  de mayo de 2025 ).
Por Orden del Ministerio de Justicia, de 21 de junio de 1993, fue condecorado con la Cruz Distinguida de Primera Clase de la Orden de San Raimundo de Peñafort   y en virtud de Orden de 24 de junio de 2004, con la Cruz de Honor de la misma Orden, por los servicios prestados y la contribución al desarrollo y perfeccionamiento del Derecho y la Jurisprudencia.

### Docencia e investigación
Profesor-Doctor con evaluaciones positivas de la Agencia Nacional de Evaluación de la Calidad y Acreditación en las modalidades de profesor de universidad privada (Referencia ANECA R-2429-2005) y profesor Contratado Doctor (Referencia ANECA R-743-2009).
Ha sido Colaborador Honorífico de la Cátedra de Derecho Procesal de la Facultad de Derecho de la Universidad de Murcia (1984-1985); Profesor Asociado de Derecho Procesal de la Facultad de Derecho de la Universidad de Murcia (1984-1998) y Profesor de Derecho Penal de la Universidad Católica San Antonio de Murcia (1998-2008). 
También ejerció de Director de la Escuela de Práctica Jurídica y Criminología de la Universidad Católica San Antonio de Murcia (1998-2008), y Asesor de Dirección del Centro de Estudios e Investigación en Movilidad y Seguridad Vial de la Universidad Politécnica de Cartagena (Resolución del Rectorado R-462-2009), función que compatibilizó con el cargo de Fiscal de Seguridad Vial de la Fiscalía de la Comunidad Autónoma de la Región de Murcia.
Es autor del Código de Legislación adaptado al programa de acceso a la Escala de Cabos y Guardias de la Guardia Civil. Es una de las publicaciones destacadas del Centro Universitario de la Guardia Civil.

### Política
En las Elecciones Autonómicas de 2007 fue elegido como diputado del Grupo Parlamentario Popular por la Circunscripción número 3. En dicho cargo, y durante la VII Legislatura, desempeñó en la Asamblea Regional de Murcia las funciones Portavoz Adjunto de la Comisión de Asuntos Generales e Institucionales y de la Unión Europea, la Presidencia de la Comisión de Competencia Legislativa y la Presidencia de la Comisión Especial de Seguridad y Justicia y fue miembro de la Comisión Mixta de Transferencias. Abandonó el escaño en septiembre de 2010 para incorporarse al Consejo de Gobierno como Consejero de Justicia y Seguridad Ciudadana. 
Por acuerdo del Consejo de Gobierno de la Región de Murcia de 19 de diciembre de 2008 fue nombrado Comisionado Regional para las Transferencias de Justicia del Estado a la Comunidad Autónoma de la Región de Murcia.
El 3 de septiembre de 2010, el presidente de la Comunidad Autónoma de la Región de Murcia, Ramón Luis Valcárcel, crea la Consejería de Justicia y Seguridad Ciudadana y nombra como Consejero a Manuel Campos Sánchez (Decreto de la Presidencia 19/2010, de 3 de septiembre. Boletín Oficial de la Región de Murcia, de 4 de septiembre de 2010).
El 27 de junio de 2011, al inicio de la VIII Legislatura, pasa a desempeñar el cargo de Consejero de Presidencia (Decreto de la Presidencia 13/2011, de 27 de junio. Boletín Oficial de la Región de Murcia, de 27 de junio de 2011); responsable de las áreas de Servicios Jurídicos, Administración Local y Relaciones Institucionales, Comunicación, Seguridad Ciudadana y Emergencias, Prevención de la Violencia de Género, Juventud, Protección Jurídica y Reforma de Menores, Unión Europea y Relaciones Exteriores y Medio Ambiente de la Comunidad Autónoma. Asumiendo la presidencia del Consorcio de Extinción de Incendios y Salvamento de la Región de Murcia, la del Consorcio para la Gestión de Residuos Sólidos de la Región de Murcia y la del Boletín Oficial de la Región de Murcia, correspondiéndole también las funciones de Secretario del Consejo de Gobierno y la presidencia de la Comisión de Secretarios Generales.
El 11 de abril de 2014, tras procederse al relevo en la Presidencia de la Comunidad Autónoma de Ramón Luis Valcárcel, por Alberto Garre, Manuel Campos Sánchez, es designado Consejero de Fomento, Obras Públicas y Ordenación del Territorio en el nuevo Ejecutivo (Decreto de la Presidencia 11/2014, de 10 de abril. Boletín Oficial de la Región de Murcia, de 11 de abril de 2014).
El 24 de noviembre de 2014, Manuel Campos Sánchez, presentó, su renuncia irrevocable como Consejero de Fomento, Obras Públicas y Ordenación del Territorio de la Comunidad Autónoma de la Región de Murcia, al no asumir el cambio de planteamiento sobre la puesta en funcionamiento del Aeropuerto Internacional de Corvera, realizado por el presidente de la Comunidad Autónoma de Murcia, en una reunión celebrada en Madrid, presidida por la Ministra de Fomento, Ana Pastor, a la que asistieron, entre otros, el Secretario de Estado de Infraestructuras, Transporte y Vivienda, la Secretaria General de Transporte y el presidente de AENA.
Manuel Campos Sánchez se reincorporó al servicio activo en la Carrera Fiscal, en plaza de Fiscal Coordinador de la Fiscalía Superior de la Comunidad Autónoma de la Región de Murcia, en virtud de la Orden JUS/2330/2014, de 3 de diciembre (B.O.E. 13 de diciembre de 2014).